# 杉田かおる
杉田 かおる（すぎた かおる、1964年11月27日 - ）は、日本の女優（元子役）、タレント。結婚前の本名は橋本 薫（はしもと かおる）。所属事務所はオフィスPSC（2019年10月1日より）。2020年1月22日からYouTubeチャンネル『杉田かおるのオーガニックヘルスリテラシー』でYouTuberとしての活動も開始している。
東京都新宿区出身。明星学園高等学校を中退し、日本放送協会学園高等学校（現在のNHK学園高等学校）に入学し卒業した。元女優で実業家の白都真理は従姉にあたる。左利き。

## 略歴
東京・新宿に生まれ、2歳の頃に母・美年子の実家がある福岡へ転居し、5歳の時に再び東京・杉並へ移住した。当時幼稚園で泣かされているような、やや引っ込み思案な子供だった。このため対人関係の改善も考えて西荻窪の劇団（劇団若草）に入団し、ピアノや歌、踊りなどを習う。
1972年に舞台『春の坂道』で子役としてデビューした。7歳時に初めてテレビドラマで台詞のある役をもらった『パパと呼ばないで』で橋本千春(チー坊)役を演じて「天才子役」と謳われる。1975年には『ウルトラマンレオ』第4クールに美山あゆみ役で出演した。第31話にも別役でゲスト出演を果たす。
1979年から1980年には『3年B組金八先生』（第1シリーズ）で妊娠・出産する中学生を演じ、大きな反響を呼んだ。その一方で13歳の頃に個人事務所を設立したり、その後父親の保証人になったことで、事務所独立や借金問題など私生活でゴタゴタするようになる（後述）。
1980年に出演したドラマ『池中玄太80キロ』は大ヒットし、挿入歌としてリリースした『鳥の詩（とりのうた）』もヒットし、『パパと呼ばないで』、『3年B組金八先生』に続いて3度目の話題を集める。しかしその後しばらくは女優業が低迷し、特にドラマでは1987年の「三匹が斬る!」(第1シリーズ)のレギュラー以外はほとんどが単発出演となった。
映画では、1981年に『青春の門』でスクリーンデビューした。その後「男はつらいよ」シリーズ第32作『男はつらいよ 口笛を吹く寅次郎』、『浪人街』、『「また、必ず会おう」と誰もが言った。』などに出演した。
1995年、当時普及し始めていたインターネットに目をつけ、芸能界の中でも早い段階で自身のホームページを開設するだけではなく、対談等で知り合った人々にも開設を勧めた（秋沢淳子は、ホームページ開設時に「杉田さんに勧められて」と開設動機を掲載していた）。
1998年、篠山紀信撮影による自身初のヘアヌード写真集「女優ごっこ」を出版した。同写真集では17歳時に撮影したヌード写真と、34歳を迎えるに当たって撮り下ろしたヘアヌード写真で話題を呼んだ。
2000年頃からは、それまでほとんど出演しなかったバラエティ番組に進出し、これが転機となった。『わらいのじかん』『踊る!さんま御殿!!』などに出演し、毒舌かつ破天荒な私生活をあけすけに語るキャラが人気となり、ブレイク。これにより「無頼派タレント」の異名を取るようになり、『ロンドンハーツ』『めちゃ×2イケてるッ!』『愛のエプロン』『ダウンタウンDX』など出演番組も激増する。
2004年7月14日にかつてヒットした「鳥の詩」をポニーキャニオンから再リリースした。オリコンチャート（週間）では初登場40位だった。ジャケットは、杉田のマネージャーを務める実妹によるデザインだった。この時の印税は、現時点で7300円だったことをダウンタウンDXで告白した。
2004年8月21日 - 8月22日に放送の日本テレビ「24時間テレビ」で24時間チャリティーマラソンに挑戦し、100kmを完走した。
2005年1月11日に、日産コンツェルン創始者・鮎川義介の孫である鮎川純太（テクノベンチャー会長兼社長）と結婚し世間を賑わせたが、7か月後の2005年8月11日に離婚した。その後はバラエティだけでなく、再び女優としても活動した。また同年には、財団法人結核予防会の大使を務めた。
また、この頃から体型や体調が気になるようになり、オーガニック野菜を中心としたデトックスダイエットで体質改善した。その影響で自然農法にも興味を抱き、2006年から3年間北海道平取町トマト大使を務めた。2009年にオーガニックダイエットの実践を機にローフード、マクロビオティック、有機農業や自然農法を学び、シードマイスターの資格を取得。
2010年12月、12年ぶりにヘアヌード写真集を発売することが明らかになった。
2011年の東日本大震災後は、自然農法に絡んで知り合った知人の紹介もあって、6月頃から生活の拠点を一時的に福岡に移した。以後東京へは仕事のたびに通う暮らしをしており、福岡の民放での仕事が増えている。同年8月、武雄市(佐賀県)市政アドバイザー（食育アドバイザー）に就任し、2016年には同市の観光大使に任命された。
2013年12月26日、建築関係の博士号を持つ会社員で6歳年下の一般男性と半年の交際期間を経て再婚した事実を公表した。
2021年、『池中玄太80キロ』で共演した西田敏行と『ドクターX〜外科医・大門未知子〜』で再共演することでも話題となる。
2022年10月で芸能生活50年を迎えた。

## 人物

### 子役時代
幼い頃からテレビが大好きな「テレビっ子」であり、初めて発した言葉はアニメ『オバケのQ太郎』の「Qちゃん」だったという。劇団入団後、ドラマ『パパと呼ばないで』のチー坊役では、天才子役と絶賛されたことで一気に知名度を上げ、本人にとって初めてのブレイクとなった。しかし、本人によると子役界には声や体が変わるとオファーがなくなるという“12歳の壁”があったため、本人は成長とともに仕事が減っていくことに焦りを感じた。
遡って6歳の頃に両親が離婚しため母と妹の3人暮らしとなり、子供ながら一家の大黒柱となって生活を支え始めた。以降母子で引っ越しを繰り返しながら暮らしたが、母は杉田の稼いだ金を酒・タバコ・パチンコに使うようになった。また仕事で多忙だったため小学校・中学校とあまり通えず、同級生とはほとんど遊べなかったという。その後13歳にして個人事務所を設立し、アイドルとして売り出すものの1年で事務所が解散し、借金300万円を背負う。借金を返済するため新しい事務所に入って借金を立て替えてもらい、女優業を再開した。
15歳の時にドラマ『3年B組金八先生』のオーディションに参加したが、実際には制作側の「生徒役には役者経験のある子も必要」との考えがあったため、ほぼ指名に近い起用だった。撮影時は、経験者としてスタッフから演技力を求められたため、どのシーンでも「最低限このくらいはできないと」と思いながら撮影に臨んでいた。本作の大ヒットもあり、作中で15歳にして妊娠・出産する生徒・浅井雪乃役が話題になり、2度目のブレイクを迎えて子役からの脱皮を叶えた。

### 女優低迷、バラエティなどでの活躍
『池中玄太80キロ』に出ていた当時、月給13万円のままで不満を持っていたため事務所を出奔し、事務所に買ってもらっていたマンションのローン約2000万円を背負うことになる。再び独立すると、写真集のグラビアモデルを皮切りにギャラをアップさせることに成功した。残ったマンションを売却した資金で不動産の転売を続け、借金を返済した。しかし26歳の時(1990年頃)、父の連帯保証人だったことにより、また借金1億円を背負う。大半の財産を失い「残った全財産は小銭入れの中の800円だけだった」という。この頃とある作品の撮影現場で生来の正義感の強さから意見を言ったことで“使いづらい”と思われ、女優業の仕事が激減した。
ただし同じく26歳の頃に旅番組に初出演すると興味が芽生え、情報番組など女優業以外の仕事が徐々に増え始める。ただし30代前半までフリートークは苦手と思っていたため、バラエティ番組の出演は避けていた。しかし35歳で『踊る!さんま御殿!!』の出演を依頼された際、親しくしていた石立鉄男に背中を押されたことでバラエティ番組にも進出した。
当時は、トークを鍛えるため色んな何冊もの雑誌を読んで知識を取り入れていたという。『ロンドンハーツ』で歯に衣着せぬ強気な物言いをして共演者から“魔王”と評され、以後バラエティ番組では、毒舌・(恋愛に感して)肉食系キャラ・負け犬キャラで人気となった。これらのバラエティ番組の出演により、本人にとって3度目となるブレイクとなった。

### 最初の結婚と離婚後の騒動
2005年1月13日に鮎川純太との結婚をマスコミ各社にFAXで発表し、ワイドショーは「セレブ婚」と騒ぎ立てた。しかし結婚生活は順調にはいかず、同年6月30日に夫が離婚を決意したと報じられた。杉田は「離婚は誤報」と生放送で語ったが、2005年7月25日に関西のローカル番組で、芸能ジャーナリストの井上公造が鮎川が家庭裁判所に離婚調停を申し立てたことを暴露する。
なお、杉田との離婚騒動の際に、杉田が関西テレビの「たかじん胸いっぱい」に出演して鮎川との結婚生活等を赤裸々に語ったことに関し、鮎川が「関西テレビのバラエティー番組の内容によって名誉・プライバシー権の侵害を受けた」として放送倫理・番組向上機構の人権委員会に訂正放送や謝罪などの人権救済の措置を申し立てた。委員会は検討の結果、杉田の発言が人権侵害に該当すると認定し、「おもしろ可笑しさ」のみを編集の際優先し、放送させた関西テレビに名誉・プライバシー侵害の責任があるとした。これにより関西テレビは、人権委員会の処分では最も重い「勧告」の処分を受けることとなった。
本人は後年、「子供の頃から仕事で家庭を支えてきた自信が、結婚生活で傲慢な態度となり、夫に張り合ってしまった」と語っている。離婚したものの女優としてはプラスに働くこともあり、悪妻やクセのある女の役でドラマなどの出演が増えた。以後約10年間昼はバラエティ、夜はドラマの撮影という生活で忙しく過ごした。

### 食生活と野菜づくり
幼い頃からの野菜嫌いに加えて子役時代は忙しかったこともあり、当時はインスタント食品やファストフードで食事を済ませることが多かった。その後は長年の暴飲暴食に加え、成人後から酒豪でもあったため40歳の頃には体重が70kg近くに達した。その一方で喘息持ちで身体が弱く、30代の頃には子宮筋腫を患った。
このため40代に入ると体型や体調が気になるようになり、「45歳までに痩せて、美しいアラフィフになろう」と決意。以降生活習慣を改め、オーガニック野菜を中心に体に取り入れるダイエットを行った。これにより野菜嫌いを克服して12kgの減量に成功し、糖尿病予備軍からも脱出し、性格も穏やかになった。
ほどなくしてオーガニック野菜をより深く追求しようと野菜作りに興味を持ったことから、畑に通って自然農法を学んだ。2011年に母と共に福岡県に転居し、畑でオーガニック野菜を作りを始めた。

### 再婚後
2013年の再婚後は実母と夫と3人で神奈川・湘南に住み、畑で農作物を育てながら生活を送った。ただし再婚と前後して母の持病・慢性閉塞性肺疾患(COPD)が悪化し、24時間の酸素療法が必要になったため、女優・タレント業をセーブして在宅介護を始めた。4年半に渡る介護の末、2018年1月6日に母は死去し、2年間喪に服した。
2020年に自身のYouTubeチャンネル「杉田かおるのオーガニックヘルスリテラシー」の開設で仕事に復帰した。以後同チャンネルでは、オーガニックライフや健康をテーマにした動画配信を行っている。女優としては2020年のドラマ『警視庁・捜査一課長2020』(season4)で4年ぶりに地上波ドラマに出演し、本格的に復帰した。

## その他
両親が離婚しているため、本名の橋本姓は母親の姓である。母は福岡県出身で、杉田自身も里帰り出産で生まれたという。
「愚姉賢妹」と自らが語るように、長らくマネージャーを務めていた実妹とは非常に深い信頼関係で結ばれている。その後妹は2015年に結婚してアメリカで暮らしている。
西村知美と対談をした際、天然ボケに悩む彼女に「一般人のお姉さまがいらっしゃるんだから甘え上手でいなさい」と的確な助言をした。
お酒を愛してやまないが、その代わり健康的な食生活を家族ともども心がけている。
現在（2020年時点）は飲みすぎない程度にワインを飲んでいる。

## 出演
※太字は主要キャスト

### テレビドラマ
- パパと呼ばないで（1972年、日本テレビ・ユニオン映画） - 橋本千春（チー坊） 役
- 雑居時代（1973年、日本テレビ・ユニオン映画） - 栗山阿万里 役
- 唖侍 鬼一法眼（1973年 - 1974年、日本テレビ）
- ボクは恋人（1974年、フジテレビ）
- 白い牙 第13話「トランペットは子守唄がお好き」（1974年、日本テレビ）
- 水もれ甲介 第19話（1975年、日本テレビ・ユニオン映画） - 岩村チエミ 役
- 鎌倉はるなつ（1975年、フジテレビ） - 山村悠子 役
- ウルトラマンレオ（1974 - 1975年、TBS）
  - 第31話「日本名作民話シリーズ! 地球を守る白い花」 - 白い花の精 役
  - 美山あゆみ 役（第40話以降レギュラー）[注釈 11]
- 山盛り食堂（1975年 - 1976年、日本テレビ） - キヨ子 役[注釈 12]
- たぬき先生奮戦記（1975～1976年、フジテレビ） - 渡貫京子 役
- たぬき先生騒動記（1976年、フジテレビ） - かおる 役
- 大岡越前 （TBS・C.A.L）
  - 第4部 第22話（1975年3月3日） - お光 役
  - 第5部 第11話（1978年4月17日） - おうめ 役
  - 第9部 第11話（1986年1月6日） - おとみ 役
  - 第13部 第4話（1992年12月7日） - おりん 役
- 水戸黄門（TBS・C.A.L） 
  - 第7部 第24話「仇討ち角兵衛獅子 -長岡」（1976年11月1日） - 綾 役
  - 第14部 第27話「殿様を泣かせた娘 -勝山-」（1984年4月30日） - お美代 役[注釈 13]
  - 第26部 第9話（1998年4月13日） - お紺 役
  - 第27部 第2話（1999年3月29日） - お久 役
- 子連れ狼 第3部（1976年・日本テレビ）第2話 - おなか 役
- 少年ドラマシリーズ（NHK総合）
  - 快傑黒頭巾（1976年） - 三葉 役
  - 白い峠（1977年10月31日 - 12月1日） - 千代
- 気まぐれ天使 第20話「ジュリエット危機一発」（1977年・日本テレビ・ユニオン映画） - 白川輝子 役
- 3年B組金八先生（TBS） - 浅井（宮沢）雪乃 役
  - 第1シリーズ（1979年 - 1980年） - 浅井雪乃 役
  - スペシャル1「贈る言葉」（1982年） - 浅井雪乃 役
  - スペシャル3「小さな嘘」（1984年）
  - スペシャル4「イジメられっ子 金八先生」（1985年）
  - スペシャル5「先生の暴力 生徒の暴力」（1986年）
  - スペシャル6「新・十五歳の母」（1987年）
  - 第4シリーズ（1995年 - 1996年）
  - スペシャル9「子供を救え！ 大人達よ立ち上がれ」（1998年）
  - 第5シリーズ第11話「金八涙の体罰…3B騒然辞表提出」（2000年）
  - ファイナル〜「最後の贈る言葉」（2011年）
- 池中玄太80キロ（日本テレビ） - 池中絵理 役
  - 第1シリーズ（1980年4月5日 - 6月28日）
  - 第2シリーズ（1981年）
  - ビッグスペシャル（1982年）
  - スペシャル（1986年）
  - 第3シリーズ（1989年）
  - スペシャル版 池中玄太83キロ（1992年）
- 新五捕物帳 第68話「見習同心の傷跡」（1979年、日本テレビ） - お京 役
- 心（1980年 - 1981年、TBS） - 若林哲子 役
- 出逢い（1981年、TBS） - 井口寛子 役
- 木曜ドラマ（テレビ朝日）
  - ある晴れた日に（1982年） - 昌子 役
  - 七人の秘書 第1話・第2話（2020年10月22日・29日） - 鈴木二葉 役[26][27]
  - 緊急取調室 4th SEASON 第5話（2021年8月19日）- 土居マサエ 役
  - ドクターX〜外科医・大門未知子〜 第7シリーズ（2021年10月14日 - 12月16日、テレビ朝日） - 広報室長 三国蝶子 役
- ザ・サスペンス「陽のあたる場所」（1982年、TBS）
- 水曜劇場「橋田壽賀子ドラマ・結婚」（1982年、TBS） - 花田春子 役
  - 向田邦子原作 新春ドラマスペシャル 春が來た（1982年、テレビ朝日） - 順子 役
- 戦国の女たち（1982年・フジテレビ） - 茶々 役
- 時代劇スペシャル「素浪人罷り通る 涙に消えた三日極楽」（1983年4月8日、フジテレビ） - おふく 役
- 東芝日曜劇場「主婦のお値段」（1983年7月10日、TBS）
- 人間が好きドラマシリーズ「姉妹」（1983年8月18日、TBS）
- 野のきよら山のきよらに光さす（1983年10月14日、NHK総合）
- 海にかける虹〜山本五十六と日本海軍（1983年、テレビ東京） - 下宿屋の娘 役
- カネボウヒューマンスペシャル 「母ちゃんの黄色いトラック」（1983年、日本テレビ）
- 大奥 第2話「生みの母 育ての母」（1983年、関西テレビ） - 徳川和子 役
- 壬生の恋歌（1983年、NHK総合） - お里 役
- 銀河テレビ小説「陽だまり横丁のラブソング」（1984年、NHK総合）
- 日本の面影（1984年、NHK総合） - 池田信 役
- 事件記者チャボ! 第22話（1984年4月7日、日本テレビ・ユニオン映画） - 真弓 役
- 花王 愛の劇場「あなただったら?」（1986年、TBS） - 主演
- 長七郎江戸日記（日本テレビ系・ユニオン映画）
  - 第1シリーズ 第102話（1986年） - お鈴 役
  - 第2シリーズ 第45話（1989年） - お咲 役
- ドラマ女の手記「女子刑務官物語」（1986年、テレビ東京） - 主演
- 土曜ワイド劇場（テレビ朝日）
  - お見合いツアー殺人事件（1986年） - 井沢涼子 役
  - ママさん記者明衣子の事件（1999年） - 野島久美子 役
  - 赤かぶ検事13・氷見～高山ブリ街道連続殺人事件（2002年）
  - ラーメン刑事「龍」の殺人推理4・愛と憎しみの支笏湖（2003年） - 高橋玲奈 役
  - 警視庁女性捜査班4（2003年10月25日、テレビ朝日） - 君塚須美子 役
  - 火災調査官・紅蓮次郎13（2012年） - 鳴海容子 役
- 裸の大将放浪記 第23話（1987年、関西テレビ）
- 三匹が斬る!（1987年、テレビ朝日） - お恵 役
  - 続・三匹が斬る! 第18話（1989年） - お恵 役
- 銭形平次 SP（1987年、日本テレビ） - お民 役
- 火曜サスペンス劇場（日本テレビ系）
  - 「天使の復讐」殺人事件（1987年、磯田事務所） - 夏オリエ 役
  - あなたの知らないあなたの部屋（1989年5月） - 主演
  - 天使が消えた夏（1990年8月21日放送、セントラルアーツ） - 主演
  - 地方記者・立花陽介3（1994年5月24日放送、近代映画協会） - 大場より子 役
  - 女弁護士・高林鮎子19（1996年） - 江口栄子 役
  - 小京都ミステリー17（1996年） - 増田恵美 役
  - 女友達（1997年7月15日） - 重松亮子 役
  - 女検事・霞夕子12（1997年9月16日） - 久保文子 役
  - 警視庁鑑識班10（2000年） - 汐見佳織 役
  - 京都金沢殺人事件シリーズ3（2003年） - 東山弘子 役
- 妻そして女シリーズ「悪夢の鬼」（1991年、毎日放送・TBS系） - 主演
- さすらい刑事旅情編IV 第2話（1991年、テレビ朝日）
- 鬼平犯科帳 第3シリーズ 第7話（1992年2月5日、フジテレビ / 松竹） - お松 役
- 名奉行 遠山の金さん（テレビ朝日 / 東映）
  - 第4シリーズ 第18話（1992年4月23日） - 篠原梢 役
  - 第5シリーズ 第4話（1993年4月15日） - お雪 役
- 暴れん坊将軍シリーズ（テレビ朝日・東映）
  - 暴れん坊将軍IV 第56話「大奥の殺人者!」(1992年） - 美保 役
  - 暴れん坊将軍IX 第9話（1999年） - お蓮 役
- 銭形平次（フジテレビ）
  - 第2シリーズ 第3話（1992年） - おえん 役
  - 第3シリーズ 第9話（1993年） - おしの 役
- 花王 愛の劇場「ママ走れ!」（1992年、TBS） - 妻木右子 役
- 日本名作ドラマ「本日休診」（1994年、テレビ東京）
- はぐれ刑事純情派（テレビ朝日・東映）
  - 第8シリーズ 第5話（1995年5月10日）
  - 第9シリーズ 第20話（1996年8月21日）
  - 第11シリーズ 第25話（1998年9月16日）
  - 第12シリーズ 第27話（1999年9月29日） - 加山里子 役
  - 第13シリーズ 第19話（2000年8月9日） - 澤田志摩子 役
  - 第14シリーズ 第17話（2001年8月1日） - 清水早苗 役
  - 第15シリーズ 第1話（2002年4月3日） - 内藤純子 役
- 月曜ドラマスペシャル「ハロー張りネズミ」（1996年、TBS） - 米田瞳 役
- 南町奉行事件帖 怒れ!求馬II（1999年、TBS・C.A.L）第6回 - お菊 役
- 御家人斬九郎 第4シリーズ 第10話（1999年、フジテレビ / 映像京都） - お滝 役
- 池袋ウエストゲートパーク（2000年、TBS） - 渋沢和子 役
- 愛のことば（2001年、東海テレビ・フジテレビ系） - 草加絹代 役
- 剣客商売 第3シリーズ 第3話（2001年、フジテレビ / 松竹） - 稲 役
- 月曜ミステリー劇場（TBS）
  - カードGメン・小早川茜3・甘い罠（2001年） - 水木直子 役
  - 外科医零子2・ハートの疑惑（2002年） - 丸山美也子 役
- 女と愛とミステリー（テレビ東京） 
  - 北の捜査線・小樽港署（2002年） - 松浦梨花 役
  - 軽井沢別荘殺人事件 夏樹静子“Cの悲劇”（2003年7月13日） - 花沢ユカリ 役
- Stand Up!!（2003年、TBS）岩崎君子 役
- 刑務所の医者 若宮冴子（2004年7月25日、テレビ東京） - 岡本依衣　役
- 火消し屋小町（2004年、NHK総合） - 岡正子 役
- 四谷くんと大塚くん/天才少年探偵登場の巻(2004年、TBS） - 大塚日出子 役
- 87%（2005年、日本テレビ） - 寺田弓子 役
- 恋愛内科25時（2005年、TBS） - 惣領ルミ 役
- 優しい時間（2005年、フジテレビ） - 滝川珠子 役
- 積木くずし真相 〜あの家族、その後の悲劇〜（2005年9月2日・3日） - 稲場静子 役
- Ns'あおい（2006年、フジテレビ） - 小峰響子 役
- クロサギ第一話・第十話・最終話（2006年、TBS） - 新川波江 役（友情出演）
- 不信のとき〜ウーマン・ウォーズ〜（2006年、フジテレビ） - 沖中和子 役
- 月曜ゴールデン（TBS）
  - 離婚妻探偵（2006 - 2009年） - 主演・藤崎花 役
  - オバベン -京都ふたりの女弁護士-（2013年6月24日・2016年2月29日） - 笠木一子 役
  - 捜査指揮官 水城さや3（2015年5月25日） - 丸尾晴子 役
- 愛の流刑地（2007年、日本テレビ系） - 魚住祥子 役
- エジソンの母（2008年、TBS系） - 青柳美月 役
- Tomorrow〜陽はまたのぼる〜 第6話（2008年、TBS） - 二階堂志保 役
- 夫婦道（2009年、TBS） - 神崎典子 役
- BeeTV Presents「40女と90日間で結婚する方法」（2009年、フジテレビ） - 陽子 役
- ガラスの牙 熱血DJ保護司・権藤明子〜涙の少年少女観察日記（2010年、中部日本放送・TBS系） - 戸田京子 役
- TBS開局60周年記念ドラマ 99年の愛〜JAPANESE AMERICANS〜（2010年、TBS） - とき 役
- LADY〜最後の犯罪プロファイル〜 第1話（2011年1月、TBS） - 国木田美代子 役
- 黒の女教師 第6話（2012年8月24日、TBS） - 石川かなえ 役
- 宮部みゆきミステリー パーフェクト・ブルー 第5話（2012年11月5日、TBS） - 御園明子 役
- ツナガール!〜明日にエール〜（2013年2月2日、福岡放送） - 陽子 役
- 神様のイタズラ（2013年2月、BS-TBS） - 大沢さつき 役
- 大岡越前 第3話（2013年4月13日、NHK BSP） - お才 役
- 水曜ミステリー9 「レアケース 生活保護課の殺人事件簿」（2014年3月5日、テレビ東京） - 目片律子 役
- 金曜プレステージ 西村京太郎スペシャル 警部補・佐々木丈太郎7」（2014年6月20日） - 青木悦子 役
- 碧の海〜LONG SUMMER〜（2014年6月 - 8月、東海テレビ） - 小館祥子 役
- 五つ星ツーリスト〜最高の旅、ご案内します!!〜 第10話（2015年3月12日、読売テレビ） - 新谷敦子 役
- 金曜プレミアム 「山村美紗サスペンス 赤い霊柩車シリーズ35・黒の審判」（2015年6月26日、フジテレビ） - 安藤杏子 役
- 5人のジュンコ（2015年11月 - 12月、WOWOW） - 大野菜々 役
- 水族館ガール 第3話（2016年7月8日、NHK総合） - 清宮夫人 役
- 警視庁・捜査一課長 Season4 第3話（2020年4月27日、テレビ朝日「木曜ミステリー」） - 九条菊子 役[28]
- サイレント・ヴォイス 行動心理捜査官・楯岡絵麻 season2 第3話（2020年4月25日、BSテレビ東京） - 小比類巻美鈴 役
- 家政夫のミタゾノ 第4シリーズ 最終話（2020年7月24日、テレビ朝日「金曜ナイトドラマ」） - 春日虹子 役
- ドクターX〜外科医・大門未知子〜 第7シリーズ（2021年10月14日 - 12月16日） - 三国蝶子 役
- 科捜研の女 Season 20 第4話（2020年11月12日、テレビ朝日） - 織江美香子 役
- 必殺仕事人（2022年1月9日、ABCテレビ・テレビ朝日） - 団子屋のたね 役[29]
- 刑事7人 Season8 第2話（2022年7月20日、テレビ朝日） - 佐伯真弓 役
- 警視庁・捜査一課長スペシャル（2024年4月18日、テレビ朝日） - 永井多恵 役[30]
- ソロ活女子のススメ4 第4話（2024年4月25日、テレビ東京）[31] - 女性店主 役
- 未来の私にブッかまされる!?（2024年10月7日 - 11月28日、NHK総合） - 時岡聡子 役[32]

### 映画
- 青春の門（1981年）
  - 青春の門 自立篇（1982年）
- 男はつらいよ 口笛を吹く寅次郎（1983年） - ひろみ 役
- 浪人街 (1990年の映画)（1990年） - おぶん 役
- DEAD OR ALIVE 犯罪者（1999年）
- ON AIR（2002年）
- レイクサイド マーダーケース（2005年）
- 大奥（2006年） - 宮路 役
- 映画 クロサギ（2008年） - 新川波江 役
- 女たちの都〜ワッゲンオッゲン〜（2012年）
- 「また、必ず会おう」と誰もが言った。（2013年） - 田中昌美 役
- マンゴーと赤い車椅子（2015年） - 高柳マリヤ 役
- 俳優 亀岡拓次（2016年） - キャロットのママ 役[33]
- バケツと僕!（2018年） - 山崎緑 役
- 嗤う蟲（2025年）[34]

### バラエティ番組
準レギュラー
- ワイドナショー（フジテレビ）

過去の出演番組
- なるほど!ザ・ワールド（フジテレビ）※レポーター、又は解答者で不定期出演
- ぴったんこカン・カン（TBS）
- とんねるずのみなさんのおかげです（フジテレビ）おかげです定時制高校野球部（生徒役）
- なせばなるほど（NHK総合）
- わらいのじかん（テレビ朝日）
- 笑っていいとも!（フジテレビ）※水曜レギュラー、2004年10月 - 2005年9月
- ネプリーグ（フジテレビ）
- 夜美女（サンテレビ）※レギュラー、2004年10月 - 2005年3月
- いい伊豆みつけた（伊豆急ケーブルネットワーク）※不定期
- ダウンタウン・セブン（毎日放送）※不定期
- 全員正解あたりまえ!クイズ（TBS）※不定期
- 愛のエプロン（テレビ朝日）
- 東芝アラカルトサロン・しあわせの味（日本テレビ） - 司会（関口宏、島かおりと共にフレッシュトリオとして）、1973年10月 - 1974年9月【子役時代】
- ロンドンハーツ（テレビ朝日）※不定期
- めちゃ2イケてるッ!（フジテレビ）※不定期
- 熱中時間 忙中"趣味"あり（NHK BS2） - ナレーション

### 歌番組
- 「思い出のメロディー」（NHK総合・ラジオ第1）　※「鳥の詩」で出演　2004年8月7日
- 「ザ・ベストテン2004スペシャル版」（TBS）　※「鳥の詩」で出演　2004年12月30日
- 「NHK歌謡コンサート」（NHK総合） ※ゲスト、2011年3月8日

### アニメ映画
- くるみ割り人形（映画、サンリオ製作） - 主演・クララ 役

### 日本語吹替
- 小さな恋のメロディ - 主演・メロディ 役
- 幸せのちから - リンダ 役
- 海外秀作ドラマシリーズ 冬の旅立ち - アーグネシュ 役

### 舞台
- 春の坂道（1972年）

### ラジオ番組
- 杉田かおるの若い季節（文化放送）

### CM
- ハウス食品「シャンメン」『私作る人、僕食べる人』(1975年)
- 荒川長太郎合名会社「ハーモン」（1978年 - 1979年）
- 日立「Lo-D」（1981年 - 1982年）
- 不二家
- おやつカンパニー「ベビースターおとなのラーメン」（2004年）
- エルセーヌ「イオンパック」（2008年）
- サントリー 「BOSSレインボーマウンテン」『宇宙人ジョーンズ・鵜飼い』篇（2010年、トミー・リー・ジョーンズ、伊吹吾郎と共演）

## ディスコグラフィ
※　子役時代から何枚かレコードを発売していたが、オリコン週間チャートの100位以内にランクインしたのは「鳥の詩」とその再発盤だけである。

### シングル
| 発売日               | 規格             | 規格品番         | 面               | タイトル                 | 作詞                    | 作曲             | 編曲             |
| ビクター音楽産業     | ビクター音楽産業 | ビクター音楽産業 | ビクター音楽産業 | ビクター音楽産業         | ビクター音楽産業        | ビクター音楽産業 | ビクター音楽産業 |
| -------------------- | ---------------- | ---------------- | ---------------- | ------------------------ | ----------------------- | ---------------- | ---------------- |
| 1973年5月25日        | EP               | KV-102           | A                | 見ちゃった 聞いちゃった  | 千家和也                | すぎやまこういち | すぎやまこういち |
| 1973年5月25日        | EP               | KV-102           | B                | 雨だれピンポン           | 千家和也                | すぎやまこういち | すぎやまこういち |
| 1973年               | EP               | KV-106           | A                | なぜ なぜ なぜ?          |                         |                  |                  |
| 1973年               | EP               | KV-106           | B                | 赤ちゃん 赤ちゃん        |                         |                  |                  |
| 1973年               | EP               | KV-108           | A                | 小犬が死んだ             | 杉田かおる 補）千家和也 | すぎやまこういち | 土持城夫         |
| 1973年               | EP               | KV-108           | B                | この猫 どこの猫          | 千家和也                | すぎやまこういち | 土持城夫         |
| 1974年               | EP               | KV-109           | A                | 宿題                     | 佐野厚子 補）千家和也   | すぎやまこういち | あかのたちお     |
| 1974年               | EP               | KV-109           | B                | 地球よ                   | 古賀研一 補）千家和也   | すぎやまこういち | あかのたちお     |
| 東芝レコード         |                  |                  |                  |                          |                         |                  |                  |
| 1976年3月5日         | EP               | TC-3038          | A                | シドロ アンド モドロ     | やなせたかし            | いずみたく       | 大柿隆           |
| 1976年3月5日         | EP               | TC-3038          | B                | ねむりの森の詩           | やなせたかし            | いずみたく       | 大柿隆           |
| 1977年3月5日         | EP               | TC-3042          | A                | 手のひらを太陽に         | やなせたかし            | いずみたく       | 大柿隆           |
| 1977年3月5日         | EP               | TC-3042          | B                | 太陽はお医者さん         | やなせたかし            | いずみたく       | 大柿隆           |
| ラジオシティレコード |                  |                  |                  |                          |                         |                  |                  |
| 1978年7月25日        | EP               | RD-1006          | A                | しあわせ色をあなたに     | 石原信一                | 鈴木邦彦         | 若草恵           |
| 1978年7月25日        | EP               | RD-1006          | B                | 夏しぐれ                 | 森雪之丞                | 鈴木邦彦         | 若草恵           |
| 1978年11月25日       | EP               | RD-1008          | A                | 十三月の旅               | かぜ耕士                | 鈴木邦彦         | 馬飼野俊一       |
| 1978年11月25日       | EP               | RD-1008          | B                | 落葉の窓                 | かぜ耕士                | 鈴木邦彦         | 馬飼野俊一       |
| 1980年               | EP               | RD-4016          | A                | しあわせ季節             | 森雪之丞                | 鈴木邦彦         | 若草恵           |
| 1980年               | EP               | RD-4016          | B                | ハリケーン野郎           | 森雪之丞                | 鈴木邦彦         | 若草恵           |
| 1981年6月21日        | EP               | RD-4022          | A                | 鳥の詩                   | 阿久悠                  | 坂田晃一         | 坂田晃一         |
| 1981年6月21日        | EP               | RD-4022          | B                | みかん                   | 阿久悠                  | 大野克夫         | 戸塚修           |
| CBSソニー            |                  |                  |                  |                          |                         |                  |                  |
| 1982年7月            | EP               | 07SH-1187        | A                | ある晴れた日に           | 阿久悠                  | 坂田晃一         | 坂田晃一         |
| 1982年7月            | EP               | 07SH-1187        | B                | 17歳のため息             | 杉田かおる              | 羽田健太郎       | 羽田健太郎       |
| ポニーキャニオン     |                  |                  |                  |                          |                         |                  |                  |
| 2004年7月14日        | CD               | PCCA-70083       | 1                | 鳥の詩                   | 阿久悠                  | 坂田晃一         | 坂田晃一         |
| 2004年7月14日        | CD               | PCCA-70083       | 2                | 鳥の詩（New ver. Remix） | 阿久悠                  | 坂田晃一         | 真島卓           |
| 2004年7月14日        | CD               | PCCA-70083       | 3                | 鳥の詩（New ver. ）      | 阿久悠                  | 坂田晃一         | 真島卓           |

### アルバム
| 発売日               | 規格             | 規格品番         | タイトル                 |
| ビクター音楽産業     | ビクター音楽産業 | ビクター音楽産業 | ビクター音楽産業         |
| -------------------- | ---------------- | ---------------- | ------------------------ |
| 1974年               | LP               |                  | 歌おう! たのしい仲間たち |
| 1976年               | LP               |                  | 0歳から99歳までの童謡    |
| ラジオシティレコード |                  |                  |                          |
| 1981年               | LP               | RL-2003          | 鳥の詩                   |

## 著書
- 『杉田かおる詩集 photo & poem』講談社　1983
- 『すれっからし　告白自伝』（1999年、小学館文庫）
- 『一度は泊ってみたいホテル』三笠書房　王様文庫　2000
- 『杉田かおるのあなたと行きたい京都』三笠書房　王様文庫　2000
- 『杉田かおる語録』ぴあ　2005
- 『杉田　結婚願望もなかったこのわたしが、結婚してしまったのだ。』（2005年、小学館）
- 『杉田かおるの毒だしダイエット〜40代から身も心もキレイになる〜』（2010年、アスコム）ISBN 978-4776206057
- 『杉田かおるのオーガニックライフ 野菜のチカラで「優しさ」を知りました』(2010年、武田ランダムハウスジャパン）
- 『この私が変われた理由』アスコム　2012

### 共著・編
- 『杉田かおる×いとうゆき 酵素美人のつくりかた』（2011年、キラジェンヌ）
- 『別れのときに読むことば』選　青草書房　2007

### 写真集
- 『女優ごっこ』（1998年9月、小学館、撮影：篠山紀信）ISBN 978-4093945868
- 『REBORN』（2010年12月、講談社、撮影：立木義浩）ISBN 978-4062167116